# Blanzac-Porcheresse
Blanzac-Porcheresse era una comuna francesa que estaba situada en el departamento de Charente, de la región de Nueva Aquitania que el 1 de enero de 2017 pasó a formar parte de la comuna nueva de Coteaux-du-Blanzacais como comuna delegada.

## Historia
Fue creada en 1972 con la unión de las comunas de Blanzac y Porcheresse.
El 25 de mayo de 2020 el consejo municipal de la comuna decidió su supresión como comuna delegada.

## Demografía
| Gráfica de evolución demográfica de Blanzac-Porcheresse entre 1975 y 2014 |
|                                                                           |

Los datos demográficos contemplados en este gráfico de la comuna de Blanzac-Porcheresse se han cogido de 1975 a 1999 de la página francesa EHESS/Cassini, y los demás datos de la página del INSEE.